# روند (خوي)
روند هي قرية في مقاطعة خوي، إيران. يقدر عدد سكانها بـ 126 نسمة بحسب إحصاء 2016.